# Championnat d'Irlande de football 2006
Navigation
Édition précédente Édition suivante
Le Championnat d'Irlande de football en 2006. Shelbourne FC remporte le titre de champion. 
À la suite de la rétrogradation administrative des Shamrock Rovers, la première Division ne compte plus que 11 clubs.
Le championnat continue d’être touché par des problèmes financiers. Cette année c’est le champion Shelbourne qui est touché et qui est relégué en First Division. Sportivement, Shelbourne laissera même sa place en Ligue des Champions à son dauphin Derry City FC afin de ne pas pénaliser le football irlandais.

## Les 22 clubs participants
| \| Dublin: · Premier Div.: · Bohemian · St Pat's · UCD · Shelbourne FC · First Div.: · Shamrock Rovers · Dublin Bray Wanderers Cork City FC Derry City FC Drogheda United Longford Town Sligo Rovers Waterford FC Athlone Town Cobh Ramblers FC Dundalk FC Finn Harps Galway FC Kildare County F.C. Kilkenny City AFC Limerick FC Monaghan United \| Localisation des clubs engagés dans le championnat. |
| Dublin: · Premier Div.: · Bohemian · St Pat's · UCD · Shelbourne FC · First Div.: · Shamrock Rovers · Dublin Bray Wanderers Cork City FC Derry City FC Drogheda United Longford Town Sligo Rovers Waterford FC Athlone Town Cobh Ramblers FC Dundalk FC Finn Harps Galway FC Kildare County F.C. Kilkenny City AFC Limerick FC Monaghan United                                                           |

| \| Bohemian Shamrock Rovers St. Patrick's Shelbourne UCD \| Localisation des clubs dublinois. |
| Bohemian Shamrock Rovers St. Patrick's Shelbourne UCD                                         |

Liste des clubs de Premier Division
| Équipe                                              | Ville                 | Manager           | Stade              | Capacité | Fondation |
| --------------------------------------------------- | --------------------- | ----------------- | ------------------ | -------- | --------- |
| Bohemian Football Club                              | Dublin (Phibsborough) | Gareth Farrelly   | Dalymount Park     | 7 955    | 1890      |
| Bray Wanderers Association Football Club            | Bray                  | Eddie Gormley     | Carlisle Grounds   | 3 250    | 1942      |
| Cork City Football Club                             | Cork                  | Damien Richardson | Turners Cross      | 7 485    | 1984      |
| Derry City Football Club                            | Derry                 | Stephen Kenny     | Brandywell Stadium | 8 200    | 1928      |
| Drogheda United Football Club                       | Drogheda              | Paul Doolin       | United Park        | 2 000    | 1975      |
| Dublin City Football Club                           | Dublin                | Dermot Keely      | United Park        | 2 000    | 1975      |
| Longford Town Football Club                         | Longford              | Alan Mathews      | Flancare Park      | 6 850    | 1924      |
| Shelbourne Football Club                            | Dublin (Drumcondra)   | Pat Fenlon        | Tolka Park         | 9 680    | 1895      |
| Sligo Rovers Football Club                          | Sligo                 | Sean Connor       | The Showgrounds    | 5 500    | 1928      |
| St. Patrick's Athletic Football Club                | Dublin (Inchicore)    | John McDonnell    | Richmond Park      | 5 340    | 1929      |
| University College Dublin Association Football Club | Dublin (Belfield)     | Pete Mahon        | UCD Bowl           | 3 000    | 1895      |
| Waterford United Football Club                      | Waterford             | Gareth Cronin     | RSC                | 3 100    | 1930      |

Liste des clubs de First Division
| Équipe                                  | Ville              | Manager            | Stade                | Capacité | Fondation |
| --------------------------------------- | ------------------ | ------------------ | -------------------- | -------- | --------- |
| Athlone Town Football Club              | Athlone            | Michael O'Connor   | Athlone Town Stadium | 5 000    | 1887      |
| Cobh Ramblers Football Club             | Cobh               | Stephen Henderson  | St. Colman's Park    | 5 000    | 1922      |
| Dundalk Football Club                   | Dundalk            | John Gill          | Oriel Park           | 6 000    | 1903      |
| Finn Harps Football Club                | Ballybofey         | Anthony Gorman     | Finn Park            | 4 458    | 1954      |
| Galway United Football Club             | Galway             | Tony Cousins       | Terryland Park       | 5 000    | 2013      |
| Kildare County Football Club            | Newbridge          | John Ryan          | Station Road         | 2 500    | 2002      |
| Kilkenny City Association Football Club | Kilkenny           | Adrian Fitzpatrick | Buckley Park         | 6 500    | 1966      |
| Limerick Football Club                  | Limerick           | Danny Drew         | Hogan Park           | 9 000    | 1937      |
| Monaghan United Football Club           | Monaghan           | Mick Cooke         | Gortakeegan          | 5 000    | 1979      |
| Shamrock Rovers Football Club           | Dublin (Irishtown) | Pat Scully         | Tolka Park           | 10 100   | 1901      |

## Premier Division

### Classement
| Rang | Équipe                    | Pts  | J  | G  | N  | P  | Bp | Bc | Diff |
| ---- | ------------------------- | ---- | -- | -- | -- | -- | -- | -- | ---- |
| 1    | Shelbourne FC             | 62   | 30 | 18 | 8  | 4  | 60 | 27 | +33  |
| 2    | Derry City FC C L         | 62   | 30 | 18 | 11 | 7  | 46 | 20 | +26  |
| 3    | Drogheda United           | 58   | 30 | 16 | 10 | 4  | 37 | 23 | +14  |
| 4    | Cork City FC T            | 56   | 30 | 13 | 11 | 4  | 37 | 15 | +22  |
| 5    | Sligo Rovers              | 40   | 30 | 11 | 7  | 12 | 33 | 42 | -9   |
| 6    | UCD                       | 38   | 30 | 9  | 11 | 10 | 26 | 26 | 0    |
| 7    | St. Patrick's Athletic FC | 37   | 30 | 9  | 10 | 11 | 32 | 29 | +3   |
| 8    | Longford Town             | 34   | 30 | 8  | 10 | 12 | 23 | 27 | -4   |
| 9    | Bohemian FC               | 29-3 | 30 | 9  | 5  | 16 | 29 | 34 | -5   |
| 10   | Bray Wanderers            | 17   | 30 | 3  | 8  | 19 | 22 | 64 | -42  |
| 11   | Waterford United          | 12   | 30 | 2  | 6  | 22 | 20 | 58 | -38  |
| 12   | Dublin City               | 0    | 0  | 0  | 0  | 0  | 0  | 0  | 0    |

| Légende : Qualifications et relégations | Légende : Qualifications et relégations                                |
| --------------------------------------- | ---------------------------------------------------------------------- |
|                                         | Ligue des champions 2007-2008, premier tour de qualification           |
|                                         | Coupe UEFA 2007-2008, premier tour de qualification                    |
|                                         | Coupe Intertoto 2007, premier tour de qualification                    |
|                                         | Barrage de relégation en deuxième division                             |
|                                         | Relégation en deuxième division                                        |
|                                         | T : Tenant du titre P : Promu C : Vainqueur de la Coupe d'Irlande 2006 |

Bohemian FC est pénalisé de trois points pour avoir fait jouer un joueur suspendu
Meilleurs buteurs de Premier Division :
1. Jason Byrne (Shelbourne) : 15 buts
2. Glen Crowe (Shelbourne) : 12 buts
3. Declan O'Brien (Drogheda United) et Roy O'Donovan (Cork City) : 11 buts

## First Division

### Classement de laFirst Division
| Rang | Équipe              | Pts | J  | G  | N  | P  | Bp | Bc | Diff |
| ---- | ------------------- | --- | -- | -- | -- | -- | -- | -- | ---- |
| 1    | Shamrock Rovers R   | 72  | 36 | 21 | 12 | 3  | 53 | 13 | +40  |
| 2    | Dundalk FC          | 71  | 36 | 22 | 5  | 9  | 57 | 33 | +24  |
| 3    | Galway United       | 69  | 36 | 19 | 12 | 5  | 57 | 25 | +32  |
| 4    | Cobh Ramblers FC    | 58  | 36 | 16 | 10 | 10 | 50 | 33 | +17  |
| 5    | Limerick FC         | 47  | 36 | 14 | 5  | 17 | 38 | 48 | -10  |
| 6    | Finn Harps          | 46  | 36 | 12 | 10 | 14 | 49 | 45 | +4   |
| 7    | Kildare County F.C. | 43  | 36 | 11 | 10 | 15 | 38 | 55 | -17  |
| 8    | Athlone Town        | 42  | 36 | 11 | 9  | 16 | 29 | 47 | -18  |
| 9    | Monaghan United     | 27  | 36 | 6  | 9  | 21 | 32 | 64 | -32  |
| 10   | Kilkenny City AFC   | 17  | 36 | 3  | 8  | 25 | 25 | 65 | -40  |

| Légende : Qualifications et relégations | Légende : Qualifications et relégations |
| --------------------------------------- | --------------------------------------- |
|                                         | Monte en Première Division              |
|                                         | R : Reléguée de Première Division       |

Meilleurs buteurs de First Division :
1. Phillip Hughes 19 buts
2. Tadgh Purcell 12
3. Barry Moran 11